# A Fool's Awakening
A Fool's Awakening è un film muto del 1924 diretto da Harold M. Shaw. La sceneggiatura si basa su The Tale of Triona, romanzo di William John Locke pubblicato a Londra nel 1912.

## Trama
Fuggito dalla Russia durante la rivoluzione, l'inglese John Briggs, autista di un aristocratico russo, ha portato con sé un'agenda trovata addosso a un ufficiale morto che rispondeva al nome di Alexis Triona. Dentro vi trova il resoconto di una serie di avventure di cui Triona è stato protagonista. Briggs, che tenta di vendere a qualche editore i suoi scritti, non ha alcun successo finché non pensa di usare il contenuto dell'agenda. Facendosi passare per il vero Triona, l'ex autista diventa improvvisamente famoso, riuscendo a conquistare anche Olivia Gale, una ricca ereditiera. Dopo il matrimonio, però, la moglie viene a conoscenza della sua vera identità e lo lascia. Sarà necessario che passi un lungo periodo di tempo prima che la coppia si riconcili e Olivia perdoni il marito.

## Produzione
Il 15 dicembre 1923, Exhibitors Trade Review riportava che la Metro Pictures Corp. aveva ingaggiato l'attrice Enid Bennett come protagonista femminile accanto a Harrison Ford di The Living Past, titolo di lavorazione di A Fool's Awakening.

## Distribuzione
Distribuito dalla Metro Pictures Corporation, il film uscì nelle sale statunitensi il 28 gennaio 1924. Il copyright del film, richiesto dalla Metro Pictures, fu registrato il 13 febbraio 1924 con il numero LP19941.
Una copia in cinque rulli della pellicola si trova conservata negli archivi del Gosfilmofond di Mosca.